# Idaho
|  | Per a altres significats, vegeu «Territori d'Idaho». |

Idaho és un estat dels Estats Units d'Amèrica situat al nord-oest del país, vertebrat per les muntanyes Rocoses. Al nord fa frontera amb Canadà, mentre que a l'est amb Montana i Wyoming, al sud amb Utah i Nevada i a l'oest amb Oregon i Washington. La seva capital és Boise.
Les principals ciutats i la zona agrícola més important es troben en la depressió anomenada plana del riu Snake.
Al sud-est d'aquest estat hi ha una franja del Parc Nacional de Yellowstone (contingut en la seva major part a l'estat de Wyoming).

## Clima
El clima d'Idaho varia molt. Encara que la frontera occidental de l'estat es troba a unes 350 milles (560 km) de l'Oceà Pacífic, la influència marítima encara se sent a Idaho, especialment a l'hivern quan la cobertura de núvols, la humitat i la precipitació estan en la seva màxima extensió. Aquesta influència té un efecte moderador a l'hivern on les temperatures no són tan baixes com s'esperaria d'un estat del nord amb elevacions predominantment altes. La influència marítima és menys prominent a la part oriental de l'estat, on sovint s'inverteixen els patrons de precipitació, amb estius són més humits i els hiverns més secs, i les diferències de temperatura estacional són més extremes, mostrant un clima continental més semiàrid.
Idaho pot resultar càlid, encara que els períodes prolongats de més de 98 ° F (37 °C) per a la temperatura màxima són rars, excepte els punts de més baixa altitud com Lewiston. Els dies calents d'estiu són temperats per la baixa humitat relativa i les tardes més fredes durant els mesos d'estiu, ja que, per a la major part de l'estat, la diferència diürna més alta de la temperatura és sovint a l'estiu. Els hiverns poden ser freds, El clima fred sota zero és inusual. La temperatura més alta de 118 ° F (48 °C) de Idaho va ser registrada a Orofino el 28 de juliol de 1934; la temperatura més baixa de -60°F (-51 °C) es va registrar a la presa de l'illa Park el 18 de gener de 1943.
| Temperatures mensuals màximes i mínimes mitjanes per a diverses ciutats d'Idaho. (°F) |       |       |       |       |       |       |       |       |       |       |       |       |
| Ciutat                                                                                | Jan   | Feb   | Mar   | Apr   | May   | Jun   | Jul   | Aug   | Sep   | Oct   | Nov   | Dec   |
| Boise                                                                                 | 38/24 | 45/27 | 55/33 | 62/38 | 72/46 | 81/53 | 91/59 | 90/59 | 79/50 | 65/40 | 48/31 | 38/23 |
| Lewiston                                                                              | 42/30 | 47/31 | 55/36 | 62/41 | 71/47 | 79/54 | 89/60 | 89/60 | 78/51 | 63/41 | 48/34 | 40/28 |
| Pocatello                                                                             | 33/16 | 38/19 | 49/27 | 59/33 | 68/40 | 78/46 | 88/52 | 88/51 | 76/42 | 62/33 | 45/24 | 33/16 |
| [ 2 ]                                                                                 |       |       |       |       |       |       |       |       |       |       |       |       |

## Població
Segons el cens dels EUA del 2000, hi havia censats 28.021 amerindis nord-americans (2,2%). Entre les tribus més nombroses, destaquen els xoixon-bannock (4.335) cherokees (3.598), nez percés (2.310), sioux (989), coeur d'alene (894), navahos (886), anishinaabemowin (664), xoixon (579), blackfoot (571), choctaw (541), paiute-xoixon (473), apatxes (433), colville (204), paiute (151) i kutenai (120).

## Enllaços externs

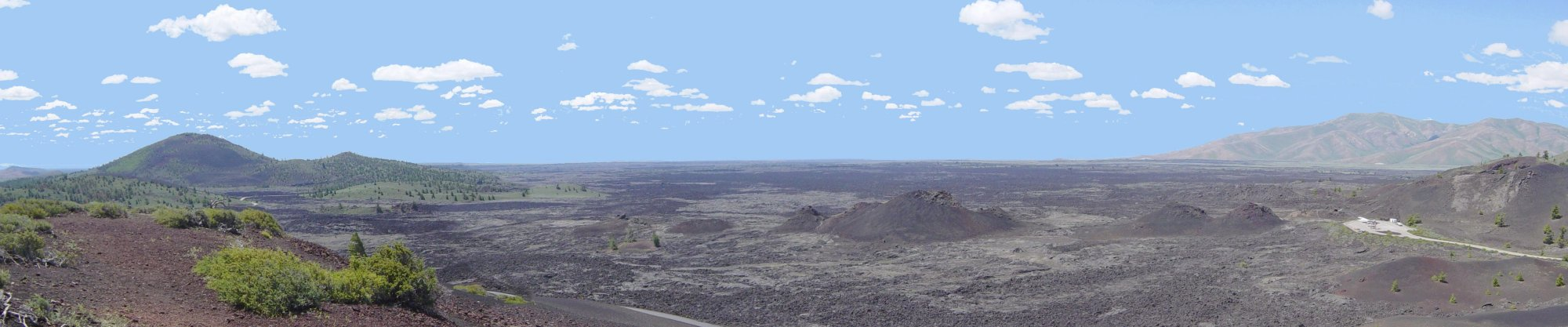
Vista dels Monument Nacional dels Cràters de la Lluna